# Broadway Tower
Broadway Tower je historistní, novogotická stavba, která se nachází na kopci Broadway Hill nedaleko obce Broadway v anglickém hrabství Worcestershire. Je považovaná za typickou folly budovu (tedy stavbu, jejíž význam je spíše okrasný než praktický) a má být napodobeninou „anglosaského“ hradu. Je dvacet metrů vysoká a v krajině zcela izolovaná, čímž vytváří výraznou vizuální dominantu. Je postavená na místě, kde v minulosti býval maják. Vybudována byla v letech 1798–1799, architektem byl James Wyatt, propagátor neogotického stylu. Nějaký čas v budově byla malá tiskárna a sbírka knih velkého bibliofila Thomase Phillippse. Ve druhé polovině 19. století ve věži často přebývali umělci spjatí s bratrstvem prerafaelitů a hnutím Arts and Crafts, zvláště William Morris, Dante Gabriel Rossetti a Edward Burne-Jones. Za druhé světové války budovu začala využívat armáda k pozorování pohybu nepřátelských letounů. V 50. letech 20. století armáda učinila věž součástí systému protiatomové obrany, kousek od věže byl vybudován i protiatomový kryt. V současnosti je stavba především turistickou atrakcí.